# Mattino Cinque News
Mattino Cinque News è un programma televisivo italiano e spin-off di Mattino Cinque di genere talk show, rotocalco, contenitore e costume, in onda su Canale 5 dal 1º giugno 2020, e dal 13 dicembre 2021 anche in simulcast su TGcom24 e su Rete 4 (solo il 13 e il 14 giugno 2023) con la conduzione di Francesco Vecchi e Federica Panicucci (il 26 gennaio 2021 e dal 10 gennaio 2022). Il programma è giunto alla sesta edizione e viene trasmesso in diretta dal lunedì al venerdì dalle ore 8:40 alle 10:50 dallo studio 15 del Centro di produzione Mediaset di Cologno Monzese.

## Il programma
Il programma, nato come spin-off di Mattino Cinque (andato in onda su Canale 5 dal 21 gennaio 2008 al 10 dicembre 2021) e come rotocalco di approfondimento quotidiano in onda dal lunedì al venerdì nella fascia mattutina di Canale 5, è realizzato dalla testata giornalistica italiana Videonews e tratta le vicende legate all'attualità, alla cronaca, alla politica, all'economia, alla società, allo spettacolo e al gossip, con l'ausilio di servizi, della corrispondenza degli inviati e della presenza di ospiti e opinionisti in studio e in collegamento, pronti ad intervenire sulle varie tematiche.

### Studi televisivi
| Studio televisivo                                              | Edizione | Edizione | Edizione | Edizione | Edizione | Edizione | Totale |
| Studio televisivo                                              | 1ª       | 2ª       | 3ª       | 4ª       | 5ª       | 6ª       | Totale |
| -------------------------------------------------------------- | -------- | -------- | -------- | -------- | -------- | -------- | ------ |
| Studio 7 del Centro di produzione Mediaset di Cologno Monzese  |          |          |          |          |          |          | 2      |
| Studio 15 del Centro di produzione Mediaset di Cologno Monzese |          |          |          |          |          |          | 4      |

## Edizioni
| Edizione | Anno      | Conduzione       | Conduzione         | Periodo           | Periodo         | Puntate | Regia              | Regia              | Studio                                                         |
| Edizione | Anno      | Conduzione       | Conduzione         | Inizio            | Fine            | Puntate | Regia              | Regia              | Studio                                                         |
| -------- | --------- | ---------------- | ------------------ | ----------------- | --------------- | ------- | ------------------ | ------------------ | -------------------------------------------------------------- |
| 1ª       | 2020      | Francesco Vecchi | Non presente       | 1º giugno 2020    | 26 giugno 2020  | 20      | Roberta Bellini    | Roberta Bellini    | Studio 7 del Centro di produzione Mediaset di Cologno Monzese  |
| 2ª       | 2021      | Francesco Vecchi | Federica Panicucci | 1º gennaio 2021   | 26 gennaio 2021 | 3       | Roberta Bellini    | Roberta Bellini    | Studio 7 del Centro di produzione Mediaset di Cologno Monzese  |
| 3ª       | 2021-2022 | Francesco Vecchi | Non presente       | 13 dicembre 2021  | 7 gennaio 2022  | 20      | Roberta Bellini    | Roberta Bellini    | Studio 15 del Centro di produzione Mediaset di Cologno Monzese |
| 3ª       | 2022      | Francesco Vecchi | Federica Panicucci | 10 gennaio 2022   | 24 giugno 2022  | 120     | Roberta Bellini    | Roberta Bellini    | Studio 15 del Centro di produzione Mediaset di Cologno Monzese |
| 4ª       | 2022-2023 | Francesco Vecchi | Federica Panicucci | 5 settembre 2022  | 23 giugno 2023  | 209     | Roberta Bellini    | Roberta Bellini    | Studio 15 del Centro di produzione Mediaset di Cologno Monzese |
| 5ª       | 2023-2024 | Francesco Vecchi | Federica Panicucci | 25 settembre 2023 | 28 giugno 2024  | 196     | Roberta Bellini    | Giovanni Barbaro   | Studio 15 del Centro di produzione Mediaset di Cologno Monzese |
| 6ª       | 2024-2025 | Francesco Vecchi | Federica Panicucci | 2 settembre 2024  | 27 giugno 2025  | 210     | Claudio Bozzatello | Lorenzo Annunziata | Studio 15 del Centro di produzione Mediaset di Cologno Monzese |
| 7ª       | 2025      | Francesco Vecchi | Federica Panicucci | 15 settembre 2025 |                 |         |                    |                    | Studio 15 del Centro di produzione Mediaset di Cologno Monzese |

### Prima edizione (2020)
La prima edizione di Mattino Cinque News, con la conduzione di Francesco Vecchi, è andata in onda dal 1º al 26 giugno 2020, dal lunedì al venerdì dalle 8:40 alle 10:50, in diretta dallo studio 7 del Centro di produzione Mediaset di Cologno Monzese. In questa edizione la regia è stata affidata a Roberta Bellini.

### Seconda edizione (2021)
La seconda edizione di Mattino Cinque News, con la conduzione di Francesco Vecchi, non essendo regolare a differenza delle altre, è andata in onda nei seguenti giorni: il 1º gennaio 2021 per festeggiare il Capodanno e il 6 gennaio per festeggiare l'Epifania ed entrambe le puntate sono state trasmesse dalle 8:40 alle 9:50, mentre il 26 gennaio è stata trasmessa nel consueto orario dalle 8:40 alle 10:50, in diretta dallo studio 7 del Centro di produzione Mediaset di Cologno Monzese. In questa edizione la regia è stata affidata nuovamente a Roberta Bellini.

### Terza edizione (2021-2022)
La terza edizione di Mattino Cinque News, con la conduzione in solitaria di Francesco Vecchi fino al 7 gennaio 2022, è andata in onda dal 13 dicembre 2021 al 24 giugno 2022, dal lunedì al venerdì dalle 8:40 alle 10:50, in diretta dallo studio 15 del Centro di produzione Mediaset di Cologno Monzese. Dal 10 gennaio al 24 giugno 2022 Vecchi è stato affiancato da Federica Panicucci, sempre dallo stesso studio di produzione. In questa edizione la regia è stata affidata nuovamente a Roberta Bellini. Nelle intenzioni originarie tale edizione doveva terminare il 7 gennaio 2022, ovvero con il ritorno della Panicucci e con il ritorno della versione originale; ma per esigenze di risparmio questa edizione è stata dapprima prolungata al 4 febbraio e in seguito ha completamente sostituito Mattino Cinque. Il 18 e il 25 aprile 2022, rispettivamente per i giorni festivi il programma ha assunto il titolo di Mattino Cinque News Life. Il 2 giugno 2022 per festeggiare la Festa della Repubblica la puntata è stata trasmessa dalle 8:40 alle 13:00, coprendo anche la fascia di Forum.
Dal 13 dicembre 2021 al 24 giugno 2022 la suddivisione in segmenti è stata la seguente:
- 8:40-9:50 Mattino Cinque News - Prima parte
- 9:55-10:40 Mattino Cinque News - Seconda parte
- 10:40-10:50 Mattino Cinque News - I Saluti (al cui interno venivano proposte Le ricette di Samya)

### Quarta edizione (2022-2023)
La quarta edizione di Mattino Cinque News, con la conduzione di Federica Panicucci e Francesco Vecchi, è andata in onda dal 5 settembre 2022 al 23 giugno 2023, dal lunedì al venerdì dalle 8:40 alle 10:50, in diretta dallo studio 15 del Centro di produzione Mediaset di Cologno Monzese. In questa edizione la regia è stata affidata nuovamente a Roberta Bellini. Dal 19 dicembre 2022 al 6 gennaio 2023, durante il periodo natalizio, il programma è stato condotto solamente da Francesco Vecchi. Il 5 gennaio 2023, in occasione dei funerali del papa emerito Benedetto XVI, il programma è stato trasmesso dalle 8:40 alle 13:00 con il titolo di Mattino Cinque News - I funerali di Benedetto XVI, coprendo anche la fascia di Forum. In questa edizione, rispettivamente per i giorni festivi il programma ha assunto il titolo di Mattino Cinque News Life. Il 13 e il 14 giugno 2023 sono andate due puntate speciali con il titolo di Mattino Cinque News Speciale - Ciao Silvio ed è andato in onda fino alle 13:00, andando in onda in simulcast anche su Rete 4, senza interruzioni pubblicitarie ad eccezione dell'edizione flash del TG5 delle 10:55, rispettivamente all'indomani della morte e per il giorno dei funerali di Silvio Berlusconi, coprendo anche la fascia di Forum.
Dal 5 settembre 2022 al 23 giugno 2023 la suddivisione in segmenti è stata la seguente:
- 8:40-9:50 Mattino Cinque News - Prima parte
- 9:55-10:40 Mattino Cinque News - Seconda parte
- 10:40-10:50 Mattino Cinque News - I Saluti (al cui interno venivano proposte Le ricette di Samya)

### Quinta edizione (2023-2024)
La quinta edizione di Mattino Cinque News, con la conduzione di Federica Panicucci e Francesco Vecchi, è andata in onda dal 25 settembre 2023 al 28 giugno 2024, dal lunedì al venerdì dalle 8:40 alle 10:50, in diretta dallo studio 15 del Centro di produzione Mediaset di Cologno Monzese. In questa edizione la regia è stata affidata nuovamente a Roberta Bellini (sostituita da Giovanni Barbaro nel periodo natalizio). Dal 27 dicembre 2023 al 5 gennaio 2024, durante il periodo natalizio, il programma è stato condotto solamente da Francesco Vecchi. Come nell'edizione precedente, rispettivamente per i giorni festivi il programma ha assunto il titolo di Mattino Cinque News Life. Il 10 giugno 2024 il programma ha assunto il titolo di Mattino Cinque News - Elezioni europee per commentare i risultati elettorali delle elezioni europee, svoltesi il sabato e la domenica precedenti.
Dal 25 settembre 2023 al 28 giugno 2024 la suddivisione in segmenti è stata la seguente:
- 8:40-9:50 Mattino Cinque News - Prima parte
- 9:55-10:40 Mattino Cinque News - Seconda parte
- 10:40-10:50 Mattino Cinque News - I Saluti (al cui interno venivano proposte Le ricette di Samya)

### Sesta edizione (2024-2025)
La sesta edizione di Mattino Cinque News, con la conduzione di Federica Panicucci e Francesco Vecchi, è andata in onda dal 2 settembre 2024 al 27 giugno 2025, dal lunedì al venerdì dalle 8:40 alle 10:50, in diretta dallo studio 15 del Centro di produzione Mediaset di Cologno Monzese. Tra le novità di questa edizione vi è stato l'arrivo del nuovo regista Claudio Bozzatello (sostituito da Lorenzo Annunziata dal 2 al 10 gennaio 2025). Come nelle edizioni precedenti, rispettivamente per i giorni festivi il programma ha assunto il titolo di Mattino Cinque News Life. Dalla puntata dell'11 novembre 2024 il logo è stato spostato in basso a sinistra e sono state modificate leggermente le grafiche. Dal 27 dicembre 2024 al 3 gennaio 2025, durante il periodo natalizio, il programma è stato condotto solamente da Francesco Vecchi. Il 23 aprile, in occasione dei funerali della traslazione della bara di papa Francesco, il programma è stato trasmesso dalle 8:40 alle 13:00 con il titolo di Mattino Cinque News Speciale, coprendo anche la fascia di Forum ed includendo uno speciale del TG5. 
Dal 2 settembre 2024 al 27 giugno 2025 la suddivisione in segmenti è stata la seguente:
- 8:40-9:50 Mattino Cinque News - Prima parte
- 9:55-10:40 Mattino Cinque News - Seconda parte
- 10:40-10:50 Mattino Cinque News - I Saluti (al cui interno venivano proposte Le ricette di Samya)

## Speciali
Legenda
     Messa in onda su Canale 5
     Messa in onda su Rete 4
| Puntata | Rete televisiva | Rete televisiva | Rete televisiva | Anno | Conduzione       | Conduzione         | Titolo                                            | Messa in onda    | Argomenti della puntata                  | Orario     | Programmazione | Programmazione | Programmazione | Programmazione | Programmazione | Programmazione | Programmazione | Collocazione | Ascolti        | Ascolti     | Ascolti        | Ascolti       | Ascolti |
| Puntata | Rete televisiva | Rete televisiva | Rete televisiva | Anno | Conduzione       | Conduzione         | Titolo                                            | Messa in onda    | Argomenti della puntata                  | Orario     | Programmazione | Programmazione | Programmazione | Programmazione | Programmazione | Programmazione | Programmazione | Collocazione | Prima parte    | Prima parte | Seconda parte  | Seconda parte | Fonte   |
| Puntata | Locale          | Simulcast       | Simulcast       | Anno | Conduzione       | Conduzione         | Titolo                                            | Messa in onda    | Argomenti della puntata                  | Orario     | L              | M              | M              | G              | V              | S              | D              | Collocazione | Telespettatori | Share       | Telespettatori | Share         | Fonte   |
| ------- | --------------- | --------------- | --------------- | ---- | ---------------- | ------------------ | ------------------------------------------------- | ---------------- | ---------------------------------------- | ---------- | -------------- | -------------- | -------------- | -------------- | -------------- | -------------- | -------------- | ------------ | -------------- | ----------- | -------------- | ------------- | ------- |
| 1       | Canale 5        | Non presente    | Non presente    | 2021 | Francesco Vecchi | Non presente       | Mattino Cinque News 2021                          | 1º gennaio 2021  | Capodanno                                | 8:40-9:50  |                |                |                |                |                |                |                | Day-time     | 1 006 000      | 13,60%      | 912 000        | 8,30%         | [ 18 ]  |
| 2       | Canale 5        | Non presente    | Non presente    | 2021 | Francesco Vecchi | Non presente       | Mattino Cinque News                               | 6 gennaio 2021   | Epifania                                 | 8:40-9:50  |                |                | 1 164 000      | 14,90%         | 905 000        | 8,90%          | [ 19 ]         | Day-time     |                |             |                |               |         |
| 3       | Canale 5        | TGcom24         | TGcom24         | 2022 | Francesco Vecchi | Non presente       | Mattino Cinque News Epifania                      | 6 gennaio 2022   | Epifania                                 | 8:40-9:55  |                |                | 1 194 000      | 16,30%         | 1 194 000      | 16,30%         | [ 20 ]         | Day-time     |                |             |                |               |         |
| 4       | Canale 5        | TGcom24         | TGcom24         | 2022 | Francesco Vecchi | Federica Panicucci | Mattino Cinque News Life                          | 18 aprile 2022   | Lunedì dell'Angelo                       | 8:40-10:50 |                |                | 1 042 000      | 14,40%         | 957 000        | 13,20%         | [ 21 ]         | Day-time     |                |             |                |               |         |
| 5       | Canale 5        | TGcom24         | TGcom24         | 2022 | Francesco Vecchi | Federica Panicucci | Mattino Cinque News Life                          | 25 aprile 2022   | Anniversario della liberazione           | 8:40-10:50 | 926 000        | 13,54%         | 871 000        | 12,36%         | [ 22 ]         |                |                | Day-time     |                |             |                |               |         |
| 6       | Canale 5        | TGcom24         | TGcom24         | 2022 | Francesco Vecchi | Federica Panicucci | Mattino Cinque News Speciale                      | 2 giugno 2022    | Festa della Repubblica                   | 8:40-13:00 |                |                | 1 044 000      | 12,20%         | 1 044 000      | 12,20%         | [ 23 ]         | Day-time     |                |             |                |               |         |
| 7       | Canale 5        | TGcom24         | TGcom24         | 2022 | Francesco Vecchi | Federica Panicucci | Mattino Cinque News Life                          | 1º novembre 2022 | Ognissanti                               | 8:40-10:50 |                |                | 918 000        | 15,50%         | 837 000        | 14,40%         | [ 24 ]         | Day-time     |                |             |                |               |         |
| 8       | Canale 5        | TGcom24         | TGcom24         | 2022 | Francesco Vecchi | Federica Panicucci | Mattino Cinque News Life                          | 8 dicembre 2022  | Immacolata Concezione                    | 8:40-10:50 |                |                | 1 311 000      | 20,50%         | 1 202 000      | 19,00%         | [ 25 ]         | Day-time     |                |             |                |               |         |
| 9       | Canale 5        | TGcom24         | TGcom24         | 2023 | Francesco Vecchi | Non presente       | Mattino Cinque News - I funerali di Benedetto XVI | 5 gennaio 2023   | Funerali del Papa emerito Benedetto XVI  | 8:40-13:00 | 887 000        | 15,80%         | 775 000        | 12,70%         | [ 26 ]         |                |                | Day-time     |                |             |                |               |         |
| 10      | Canale 5        | TGcom24         | TGcom24         | 2023 | Francesco Vecchi | Federica Panicucci | Mattino Cinque News Life                          | 25 aprile 2023   | Anniversario della liberazione           | 8:40-10:50 |                |                | 1 041 000      | 17,50%         | 905 000        | 15,00%         | [ 27 ]         | Day-time     |                |             |                |               |         |
| 11      | Canale 5        | TGcom24         | TGcom24         | 2023 | Francesco Vecchi | Federica Panicucci | Mattino Cinque News Life                          | 1º maggio 2023   | Festa dei lavoratori                     | 8:40-10:50 |                |                | 1 130 000      | 17,10%         | 1 043 000      | 15,00%         | [ 28 ]         | Day-time     |                |             |                |               |         |
| 12      | Canale 5        | TGcom24         | TGcom24         | 2023 | Francesco Vecchi | Federica Panicucci | Mattino Cinque News Life                          | 2 giugno 2023    | Festa della Repubblica                   | 8:40-10:50 |                |                | 954 000        | 16,20%         | 894 000        | 14,40%         | [ 29 ]         | Day-time     |                |             |                |               |         |
| 13      | Canale 5        | TGcom24         | Rete 4          | 2023 | Francesco Vecchi | Federica Panicucci | Mattino Cinque News Speciale - Ciao Silvio        | 13 giugno 2023   | Morte di Silvio Berlusconi               | 8:40-13:00 |                |                | 884 000        | 15,50%         | 884 000        | 15,50%         | [ 30 ]         | Day-time     |                |             |                |               |         |
| 13      | Canale 5        | TGcom24         | Rete 4          | 2023 | Francesco Vecchi | Federica Panicucci | Mattino Cinque News Speciale - Ciao Silvio        | 13 giugno 2023   | Morte di Silvio Berlusconi               | 8:40-13:00 | 239 000        | 4,20%          | 239 000        | 4,20%          |                |                | [ 30 ]         | Day-time     |                |             |                |               |         |
| 14      | Canale 5        | TGcom24         | Rete 4          | 2023 | Francesco Vecchi | Federica Panicucci | Mattino Cinque News Speciale - Ciao Silvio        | 14 giugno 2023   | Morte di Silvio Berlusconi               | 8:40-13:00 |                |                | 909 000        | 16,80%         | 909 000        | 16,80%         | [ 31 ]         | Day-time     |                |             |                |               |         |
| 14      | Canale 5        | TGcom24         | Rete 4          | 2023 | Francesco Vecchi | Federica Panicucci | Mattino Cinque News Speciale - Ciao Silvio        | 14 giugno 2023   | Morte di Silvio Berlusconi               | 8:40-13:00 | 185 000        | 3,40%          | 185 000        | 3,40%          |                |                | [ 31 ]         | Day-time     |                |             |                |               |         |
| 15      | Canale 5        | TGcom24         | TGcom24         | 2023 | Francesco Vecchi | Federica Panicucci | Mattino Cinque News Life                          | 1º novembre 2023 | Ognissanti                               | 8:40-10:50 | 1 078 000      | 17,40%         | 996 000        | 14,40%         | [ 32 ]         |                |                | Day-time     |                |             |                |               |         |
| 16      | Canale 5        | TGcom24         | TGcom24         | 2023 | Francesco Vecchi | Federica Panicucci | Mattino Cinque News Life                          | 8 dicembre 2023  | Immacolata Concezione                    | 8:40-10:50 |                |                | 1 088 000      | 17,70%         | 1 079 000      | 16,70%         | [ 33 ]         | Day-time     |                |             |                |               |         |
| 17      | Canale 5        | TGcom24         | TGcom24         | 2024 | Francesco Vecchi | Federica Panicucci | Mattino Cinque News Life                          | 25 aprile 2024   | Anniversario della liberazione           | 8:40-10:50 |                |                | 991 000        | 15,66%         | 905 000        | 13,91%         | [ 34 ]         | Day-time     |                |             |                |               |         |
| 18      | Canale 5        | TGcom24         | TGcom24         | 2024 | Francesco Vecchi | Federica Panicucci | Mattino Cinque News Life                          | 26 aprile 2024   | Anniversario della liberazione           | 8:40-10:50 |                |                | 930 000        | 17,65%         | 749 000        | 14,97%         | [ 35 ]         | Day-time     |                |             |                |               |         |
| 19      | Canale 5        | TGcom24         | TGcom24         | 2024 | Francesco Vecchi | Federica Panicucci | Mattino Cinque News Life                          | 1º maggio 2024   | Festa dei lavoratori                     | 8:40-10:50 |                |                | 1 004 000      | 16,10%         | 952 000        | 14,70%         | [ 36 ]         | Day-time     |                |             |                |               |         |
| 20      | Canale 5        | TGcom24         | TGcom24         | 2024 | Francesco Vecchi | Federica Panicucci | Mattino Cinque News - Elezioni europee            | 10 giugno 2024   | Elezioni europee                         | 8:40-10:50 |                | 775 000        | 16,65%         | 710 000        | 16,08%         | [ 37 ]         |                | Day-time     |                |             |                |               |         |
| 21      | Canale 5        | TGcom24         | TGcom24         | 2024 | Francesco Vecchi | Federica Panicucci | Mattino Cinque News Life                          | 1º novembre 2024 | Ognissanti                               | 8:40-10:50 |                | 1 028 000      | 17,60%         | 945 000        | 16,90%         | [ 38 ]         |                | Day-time     |                |             |                |               |         |
| 22      | Canale 5        | TGcom24         | TGcom24         | 2025 | Francesco Vecchi | Federica Panicucci | Mattino Cinque News Speciale                      | 23 aprile 2025   | Traslazione della bara di papa Francesco | 8:40-13:00 |                |                | 916 000        | 18,80%         | 1 103 000      | 15,50%         | [ 39 ]         | Day-time     |                |             |                |               |         |
| 23      | Canale 5        | TGcom24         | TGcom24         | 2025 | Francesco Vecchi | Federica Panicucci | Mattino Cinque News Life                          | 25 aprile 2025   | Anniversario della liberazione           | 8:40-10:50 |                |                | 993 000        | 16,90%         | 794 000        | 13,10%         | [ 40 ]         | Day-time     |                |             |                |               |         |
| 24      | Canale 5        | TGcom24         | TGcom24         | 2025 | Francesco Vecchi | Federica Panicucci | Mattino Cinque News Life                          | 1º maggio 2025   | Festa dei lavoratori                     | 8:40-10:50 |                |                | 1 100 000      | 20,00%         | 915 000        | 17,90%         | [ 41 ]         | Day-time     |                |             |                |               |         |
| 25      | Canale 5        | TGcom24         | TGcom24         | 2025 | Francesco Vecchi | Federica Panicucci | Mattino Cinque News Life                          | 2 giugno 2025    | Festa della Repubblica                   | 8:40-10:50 |                |                | 872 000        | 15,90%         | 866 000        | 13,10%         | [ 42 ]         | Day-time     |                |             |                |               |         |

## Audience
| Edizione | Rete televisiva | Rete televisiva | Anno      | Stagione         | Orario     | Durata  | Programmazione | Programmazione | Programmazione | Programmazione | Programmazione | Programmazione | Programmazione | Collocazione | Media auditel  | Media auditel |
| Edizione | Locale          | Simulcast       | Anno      | Stagione         | Orario     | Durata  | L              | M              | M              | G              | V              | S              | D              | Collocazione | Telespettatori | Share         |
| -------- | --------------- | --------------- | --------- | ---------------- | ---------- | ------- | -------------- | -------------- | -------------- | -------------- | -------------- | -------------- | -------------- | ------------ | -------------- | ------------- |
| 1ª       | Canale 5        | Non presente    | 2020      | primavera-estate | 8:40-10:50 | 130 min |                |                |                |                |                |                |                | Day-time     | 811 000        | 14,88%        |
| 2ª       | Canale 5        | Non presente    | 2021      | inverno          | 8:40-11:25 | 165 min |                |                |                |                |                | 932 000        | 16,20%         | Day-time     |                |               |
| 2ª       | Canale 5        | Non presente    | 2021      | inverno          | 8:40-10:50 | 130 min |                |                |                |                |                | 932 000        | 16,20%         | Day-time     |                |               |
| 3ª       | Canale 5        | TGcom24         | 2021-2022 | autunno-estate   | 8:40-10:50 | 130 min |                |                |                |                |                | 1 122 000      | 18,70%         | Day-time     |                |               |
| 4ª       | Canale 5        | TGcom24         | 2022-2023 | estate-estate    | 8:40-10:50 | 130 min | 1 000 000      | 20,00%         |                |                |                |                |                | Day-time     |                |               |
| 5ª       | Canale 5        | TGcom24         | 2023-2024 | autunno-estate   | 8:40-10:50 | 130 min | 965 000        | 19,10%         |                |                |                |                |                | Day-time     |                |               |
| 6ª       | Canale 5        | TGcom24         | 2024-2025 | estate-estate    | 8:40-10:50 | 130 min | 870 000        | 19,80%         |                |                |                |                |                | Day-time     |                |               |

## Ospiti e opinionisti ricorrenti
Ci sono vari opinionisti, che discutono argomenti di attualità, cronaca, società, politica, spettacolo e costume, tra cui gli opinionisti ricorrenti principali sono: Alessandro Cecchi Paone, Alessandro Sallusti, Anna Pettinelli, Antonio Caprarica, Antonio Zequila, Davide Banzato, Enrica Bonaccorti, Fabio Marchese Ragona, Fausto Biloslavo, Flavia Vento, Maurizio Belpietro, Mauro "Platinette" Coruzzi, Michela Vittoria Brambilla, Pietro Senaldi, Raffaello Tonon, Vladimir Luxuria, Samantha de Grenet, Sabrina Scampini, Benedetta Cosmi, Biagio D'Anelli, Fabrizio Pregliasco, Federico Gatti, Guendalina Tavassi, Matteo Bassetti, Patrizia Groppelli, Roberto Alessi, Santo Raffaele Mercuri, Sara Manfuso.
Ci sono anche vari politici, che discutono di argomenti di politica e società, tra cui quelli ricorrenti principali sono: Antonio Tajani, Carlo Calenda, Giovanni Toti, Giuseppe Conte, Luigi Di Maio, Matteo Renzi, Matteo Salvini, Pierpaolo Sileri.

## Rubriche
- Le ricette di Samya, rubrica culinaria di Mattino Cinque News curata da Samya Abbary, in onda dal 2021 dal lunedì al venerdì verso il termine di ogni puntata.
- Notizie belle dalle stelle, rubrica d'oroscopo di Mattino Cinque News curata da Ada Alberti.

## Sigla
La videosigla è una versione simile e riagganciata a quella del programma originale, composta da Alessandro Boriani con la collaborazione di Mario Amato.